# Gymnastique aux Jeux du Commonwealth de 2010
Navigation
Édition précédente Édition suivante
Les épreuves de gymnastique lors des Jeux du Commonwealth de 2010 se déroulent à l'Indira Gandhi Arena (en) de New Delhi du 4 et 14 octobre 2010.

## Podiums
| Épreuves                                        | Or                                                                                           | Argent                                                                            | Bronze                                                                                     |
| ----------------------------------------------- | -------------------------------------------------------------------------------------------- | --------------------------------------------------------------------------------- | ------------------------------------------------------------------------------------------ |
| Gymnastique artistique masculine                |                                                                                              |                                                                                   |                                                                                            |
| Concours général par équipe résultats détaillés | Australie Samuel Offord Joshua Jefferis Thomas Pichler Luke Wiwatowski Prashanth Sellathurai | Angleterre Max Whitlock Luke Folwell Danny Lawrence Reiss Beckford Steve Jehu     | Canada Jason Scott Robert Watson Tariq Dowers Anderson Loran Ian Galvan                    |
| Concours général individuel résultats détaillés | Luke Folwell Angleterre                                                                      | Reiss Beckford Angleterre                                                         | Joshua Jefferis Australie                                                                  |
| Sol résultats détaillés                         | Thomas Pichler Australie                                                                     | Reiss Beckford Angleterre                                                         | Ashish Kumar Inde                                                                          |
| Cheval d'arçons résultats détaillés             | Prashanth Sellathurai Australie                                                              | Max Whitlock Angleterre                                                           | Jonathan Chan Thuang Tong Singapour                                                        |
| Anneaux résultats détaillés                     | Samuel Offord Australie                                                                      | Luke Folwell Angleterre                                                           | Herodotos Giorgallas Chypre                                                                |
| Saut de cheval résultats détaillés              | Luke Folwell Angleterre                                                                      | Ashish Kumar Inde                                                                 | Ian Galvan Canada                                                                          |
| Barres parallèles résultats détaillés           | Joshua Jefferis Australie                                                                    | Luke Folwell Angleterre                                                           | Prashanth Sellathurai Australie                                                            |
| Barre fixe résultats détaillés                  | Dimitris Krasias Chypre                                                                      | Anderson Loran Canada                                                             | Max Whitlock Angleterre                                                                    |
| Gymnastique artistique féminine                 |                                                                                              |                                                                                   |                                                                                            |
| Concours général par équipe résultats détaillés | Australie Emily Little Ashleigh Brennan Georgia Bonora Lauren Mitchell Georgia Wheeler       | Angleterre Charlotte Lindsley Laura Edwards Jocelyn Hunt Imogen Cairns Becky Wing | Canada Gabby May Cynthia Lemieux-Guillemette Kristin Klarenbach Emma Willis Catherine Dion |
| Concours général individuel résultats détaillés | Lauren Mitchell Australie                                                                    | Emily Little Australie                                                            | Georgia Bonora Australie                                                                   |
| Saut de cheval résultats détaillés              | Imogen Cairns Angleterre                                                                     | Jennifer Mbali Khwela Afrique du Sud                                              | Gabby May Canada                                                                           |
| Barres asymétriques résultats détaillés         | Lauren Mitchell Australie                                                                    | Georgia Bonora Australie                                                          | Cynthia Lemieux-Guillemette Canada                                                         |
| Poutre résultats détaillés                      | Lauren Mitchell Australie                                                                    | Heem Wee Singapour                                                                | Cynthia Lemieux-Guillemette Canada                                                         |
| Sol résultats détaillés                         | Imogen Cairns Angleterre                                                                     | Lauren Mitchell Australie                                                         | Ashleigh Brennan Australie                                                                 |
| Gymnastique rythmique                           |                                                                                              |                                                                                   |                                                                                            |
| Concours général par équipe résultats détaillés | Australie Naazmi Johnston Janine Murray Danielle Prince                                      | Canada Mariam Chamilova Demetra Mantcheva Alexandra Martincek                     | Angleterre Rachel Ennis Francesca Fox Lynne Hutchison                                      |
| Concours général individuel résultats détaillés | Naazmi Johnston Australie                                                                    | Chrystalleni Trikomiti Chypre                                                     | Elaine Koon Malaisie                                                                       |
| Corde résultats détaillés                       | Elaine Koon Malaisie                                                                         | Francesca Jones Pays de Galles                                                    | Chrystalleni Trikomiti Chypre                                                              |
| Cerceau résultats détaillés                     | Chrystalleni Trikomiti Chypre                                                                | Naazmi Johnston Australie                                                         | Elaine Koon Malaisie                                                                       |
| Ballon résultats détaillés                      | Naazmi Johnston Australie                                                                    | Elaine Koon Malaisie                                                              | Chrystalleni Trikomiti Chypre                                                              |
| Ruban résultats détaillés                       | Chrystalleni Trikomiti Chypre                                                                | Naazmi Johnston Australie                                                         | Elaine Koon Malaisie                                                                       |

## Résultats détaillés

### Gymnastique artistique masculine

#### Concours général par équipe
| Rang               | Équipe           | Sol        | Cheval d'arçon | Anneaux    | Saut       | Barres parallèles | Barre fixe | Total   |
| ------------------ | ---------------- | ---------- | -------------- | ---------- | ---------- | ----------------- | ---------- | ------- |
| Médaille d'or      | Australie        | 43.950 (1) | 38.900 (3)     | 44.350 (1) | 46.500 (1) | 42.700 (1)        | 42.650 (1) | 259.050 |
| Médaille d'argent  | Angleterre       | 42.800 (2) | 41.400 (1)     | 42.900 (2) | 45.900 (2) | 42.450 (2)        | 41.300 (2) | 256.750 |
| Médaille de bronze | Canada           | 39.950 (6) | 40.050 (2)     | 41.350 (5) | 45.150 (3) | 40.700 (3)        | 41.300 (2) | 248.500 |
| 4                  | Nouvelle-Zélande | 41.850 (3) | 37.650 (6)     | 41.250 (6) | 44.550 (4) | 40.250 (4)        | 38.250 (6) | 243.800 |
| 5                  | Pays de Galles   | 40.200 (5) | 38.150 (4)     | 39.650 (7) | 44.300 (6) | 38.850 (7)        | 39.300 (5) | 240.450 |
| 6                  | Inde             | 39.750 (7) | 37.850 (5)     | 41.600 (4) | 44.450 (5) | 39.550 (5)        | 37.200 (8) | 240.400 |
| 7                  | Chypre           | 40.250 (4) | 35.250 (8)     | 41.650 (3) | 43.050 (8) | 39.050 (6)        | 40.800 (4) | 240.050 |
| 8                  | Malaisie         | 36.900 (8) | 36.600 (7)     | 37.250 (8) | 43.150 (7) | 38.750 (8)        | 37.750 (7) | 230.400 |
| 9                  | Île de Man       | 36.600 (9) | 34.050 (9)     | 35.650 (9) | 38.450 (9) | 36.800 (9)        | 32.100 (9) | 213.650 |

#### Concours général individuel
| Rang               | Gymnaste                | Pays              | Sol    | Cheval d'arçon | Anneaux | Saut   | Barres parallèles | Barre fixe | Total  |
| ------------------ | ----------------------- | ----------------- | ------ | -------------- | ------- | ------ | ----------------- | ---------- | ------ |
| Médaille d'or      | Luke Folwell            | Angleterre        | 14.150 | 13.500         | 14.850  | 15.650 | 14.150            | 13.250     | 85.550 |
| Médaille d'argent  | Reiss Beckford          | Angleterre        | 14.800 | 13.600         | 14.200  | 15.050 | 13.500            | 14.300     | 85.450 |
| Médaille de bronze | Joshua Jefferis         | Australie         | 13.800 | 12.750         | 14.850  | 15.250 | 14.150            | 13.950     | 84.750 |
| 4                  | Max Whitlock            | Angleterre        | 14.200 | 13.300         | 13.950  | 14.650 | 14.500            | 13.850     | 84.450 |
| 5                  | Samuel Offord           | Australie         | 14.150 | 10.550         | 15.100  | 15.500 | 14.050            | 14.000     | 83.350 |
| 6                  | Misha Koudinov          | Nouvelle-Zélande  | 14.250 | 12.550         | 13.950  | 14.550 | 14.300            | 13.400     | 83.000 |
| 7                  | Thomas Pichler          | Australie         | 14.500 | 11.200         | 14.300  | 15.300 | 13.850            | 12.700     | 81.850 |
| 8                  | Ashish Kumar            | Inde              | 14.850 | 12.500         | 13.700  | 16.200 | 12.700            | 11.850     | 81.800 |
| 9                  | Dimitris Krasias        | Chypre            | 13.100 | 12.400         | 13.750  | 14.450 | 13.800            | 13.300     | 80.800 |
| 10                 | Robert Watson           | Canada            | 14.000 | 12.700         | 13.550  | 14.250 | 13.250            | 12.750     | 80.500 |
| 11                 | Grant Gardiner          | Pays de Galles    | 13.050 | 12.400         | 13.600  | 14.650 | 13.100            | 13.050     | 79.850 |
| 12                 | Tariq Dowers            | Canada            | 13.100 | 13.000         | 11.900  | 15.200 | 12.900            | 13.200     | 79.300 |
| 13                 | Patrick Peng            | Nouvelle-Zélande  | 14.350 | 12.150         | 13.550  | 15.350 | 11.600            | 11.750     | 78.750 |
| 14                 | Michalis Krasias        | Chypre            | 12.900 | 12.350         | 13.050  | 14.000 | 13.450            | 13.000     | 78.750 |
| 15                 | Lucas Carson            | Irlande du Nord   | 13.150 | 11.100         | 13.000  | 14.500 | 13.700            | 12.750     | 78.200 |
| 16                 | Matt Hennessey          | Pays de Galles    | 13.300 | 10.200         | 13.200  | 14.450 | 13.400            | 13.250     | 77.800 |
| 17                 | Ryan McKee              | Écosse            | 14.000 | 11.300         | 13.000  | 14.950 | 13.350            | 10.950     | 77.550 |
| 18                 | Wan Lum                 | Malaisie          | 12.900 | 12.300         | 12.650  | 13.550 | 13.150            | 12.150     | 76.700 |
| 19                 | Alexander Hedges        | Île de Man        | 13.200 | 11.800         | 12.150  | 14.350 | 12.750            | 12.400     | 76.650 |
| 20                 | Clinton Purnell         | Pays de Galles    | 13.850 | 8.650          | 13.150  | 15.100 | 12.600            | 12.300     | 75.650 |
| 21                 | William Albert          | Trinité-et-Tobago | 13.250 | 10.500         | 11.550  | 14.550 | 13.350            | 12.000     | 75.200 |
| 22                 | John Honiball           | Namibie           | 11.750 | 11.200         | 12.350  | 14.100 | 13.100            | 12.300     | 74.800 |
| 23                 | Panagiotis Aristotelous | Chypre            | 13.050 | 11.350         | 12.000  | 14.200 | 10.500            | 13.500     | 74.600 |
| 24                 | Mohd Ismail             | Malaisie          | 12.500 | 12.200         | 11.000  | 15.050 | 10.950            | 10.450     | 72.150 |

#### Sol
| Rang               | Gymnaste                  | Pays             | Score D | Score E | Pén. | Total  |
| ------------------ | ------------------------- | ---------------- | ------- | ------- | ---- | ------ |
| Médaille d'or      | Thomas Pichler            | Australie        | 6.100   | 8.575   |      | 14.675 |
| Médaille d'argent  | Reiss Beckford            | Angleterre       | 6.100   | 8.525   |      | 14.625 |
| Médaille de bronze | Ashish Kumar              | Inde             | 6.500   | 8.075   | 0.1  | 14.475 |
| 4                  | Steve Jehu                | Angleterre       | 6.000   | 8.350   | 0.1  | 14.250 |
| 5                  | Constantinos Aristotelous | Chypre           | 5.600   | 7.975   |      | 13.575 |
| 6                  | Misha Koudinov            | Nouvelle-Zélande | 5.900   | 7.325   |      | 13.225 |
| 7                  | Luke Wiwatowski           | Australie        | 5.900   | 6.975   |      | 12.875 |
| 8                  | Patrick Peng              | Nouvelle-Zélande | 5.300   | 6.600   |      | 11.900 |

#### Cheval d'arçon
| Rang               | Gymnaste              | Pays           | Score D | Score E | Pén. | Total  |
| ------------------ | --------------------- | -------------- | ------- | ------- | ---- | ------ |
| Médaille d'or      | Prashanth Sellathurai | Australie      | 6.600   | 8.900   |      | 15.500 |
| Médaille d'argent  | Max Whitlock          | Angleterre     | 6.500   | 8.625   |      | 15.125 |
| Médaille de bronze | Thuang Chan           | Singapour      | 5.700   | 8.500   |      | 14.200 |
| 4                  | Zi Gan                | Singapour      | 5.100   | 9.050   |      | 14.150 |
| 5                  | Luke Folwell          | Angleterre     | 5.200   | 8.100   |      | 13.300 |
| 6                  | Anderson Loran        | Canada         | 5.100   | 7.875   |      | 12.975 |
| 7                  | Alex Rothe            | Pays de Galles | 4.600   | 7.825   |      | 12.425 |
| 8                  | Tariq Dowers          | Canada         | 5.100   | 6.900   |      | 12.000 |

#### Anneaux
| Rang               | Gymnaste              | Pays             | Score D | Score E | Pén. | Total  |
| ------------------ | --------------------- | ---------------- | ------- | ------- | ---- | ------ |
| Médaille d'or      | Samuel Offord         | Australie        | 6.300   | 8.525   |      | 14.825 |
| Médaille d'argent  | Luke Folwell          | Angleterre       | 6.200   | 8.550   |      | 14.750 |
| Médaille de bronze | Irodotos Georgallas   | Chypre           | 6.300   | 8.350   |      | 14.650 |
| 4                  | Reiss Beckford        | Angleterre       | 5.300   | 8.900   |      | 14.200 |
| 5                  | Misha koudinov        | Nouvelle-Zélande | 5.600   | 8.375   |      | 13.975 |
| 6                  | Prashanth Sellathurai | Australie        | 6.300   | 7.450   |      | 13.750 |
| 7                  | Jason Scott           | Canada           | 5.400   | 7.700   |      | 13.100 |
| 8                  | Ian Galvan            | Canada           | 5.200   | 7.175   |      | 12.375 |

#### Saut de cheval
| Rang               | Gymnaste        | Pays             | Score D | Score E | Pén.   | Score 1 | Score D | Score E | Pén.   | Score 2 | Total  |
| ------------------ | --------------- | ---------------- | ------- | ------- | ------ | ------- | ------- | ------- | ------ | ------- | ------ |
| Médaille d'or      | Luke Folwell    | Angleterre       | 6.600   | 9.250   |        | 15.850  | 6.600   | 9.075   |        | 15.675  | 15.762 |
| Médaille d'argent  | Ashish Kumar    | Inde             | 7.000   | 9.150   |        | 16.150  | 6.600   | 8.175   | 0.3    | 14.475  | 15.312 |
| Médaille de bronze | Ian Galvan      | Canada           | 6.600   | 8.775   | 0.3    | 15.075  | 6.200   | 9.100   | 0.3    | 15.000  | 15.037 |
| 4                  | Reiss Beckford  | Angleterre       | 5.800   | 9.175   | 0.1    | 14.875  | 6.600   | 8.525   |        | 15.125  | 15.000 |
| 5                  | Patrick Peng    | Nouvelle-Zélande | 6.200   | 8.875   |        | 15.075  | 6.200   | 9.025   | 0.3    | 14.925  | 15.000 |
| 6                  | Clinton Purnell | Pays de Galles   | 6.200   | 8.875   | 0.1    | 14.975  | 6.200   | 8.800   | 0.3    | 14.700  | 14.837 |
| 7                  | Grant Gardiner  | Pays de Galles   | 6.200   | 8.775   |        | 14.975  | 6.200   | 8.275   | 0.1    | 14.375  | 14.675 |
| 8                  | Thomas Pichler  | Australie        | 6.200   | 7.950   | 0.3    | 13.850  | 5.400   | 9.300   |        | 14.700  | 14.275 |
| Rang               | Gymnaste        | Pays             | Saut 1  | Saut 1  | Saut 1 | Saut 1  | Saut 2  | Saut 2  | Saut 2 | Saut 2  | Total  |

#### Barres parallèles
| Rang               | Gymnaste                | Pays             | Score D | Score E | Pén. | Total  |
| ------------------ | ----------------------- | ---------------- | ------- | ------- | ---- | ------ |
| Médaille d'or      | Joshua Jefferis         | Australie        | 6.200   | 8.425   |      | 14.625 |
| Médaille d'argent  | Luke Folwell            | Angleterre       | 5.500   | 8.700   |      | 14.200 |
| Médaille de bronze | Prashanth Sellathurai   | Australie        | 5.100   | 8.900   |      | 14.000 |
| 4                  | Mark Holyoake           | Nouvelle-Zélande | 5.600   | 8.225   |      | 13.825 |
| 5                  | Reiss Beckford          | Angleterre       | 5.100   | 8.450   |      | 13.550 |
| 6                  | Tariq Dowers            | Canada           | 4.900   | 8.400   |      | 13.300 |
| 7                  | Jason Scott             | Canada           | 5.000   | 7.650   |      | 12.650 |
| 8                  | Panagiotis Aristotelous | Chypre           | 5.100   | 7.375   |      | 12.475 |

#### Barre fixe
| Rang               | Gymnaste                | Pays       | Score D | Score E | Pén. | Total  |
| ------------------ | ----------------------- | ---------- | ------- | ------- | ---- | ------ |
| Médaille d'or      | Dimitris Krasias        | Chypre     | 5.800   | 8.100   |      | 13.900 |
| Médaille d'argent  | Anderson Loran          | Canada     | 5.800   | 7.825   |      | 13.625 |
| Médaille de bronze | Max Whitlock            | Angleterre | 5.500   | 8.075   |      | 13.575 |
| 4                  | Samuel Offord           | Australie  | 5.100   | 8.450   |      | 13.550 |
| 5                  | Reiss Beckford          | Angleterre | 5.600   | 7.875   |      | 13.475 |
| 6                  | Jason Scott             | Canada     | 5.400   | 8.050   |      | 13.450 |
| 7                  | Luke Wiwatowski         | Australie  | 5.900   | 6.825   |      | 12.725 |
| 8                  | Panagiotis Aristotelous | Chypre     | 5.900   | 6.500   |      | 12.400 |

### Gymnastique artistique féminine

#### Concours général par équipe
| Position           | Pays             | Saut       | Barres asymétriques | Poutre     | Sol        | Total   |
| ------------------ | ---------------- | ---------- | ------------------- | ---------- | ---------- | ------- |
| Médaille d'or      | Australie        | 42.550 (1) | 42.200 (1)          | 38.000 (3) | 40.950 (1) | 163.700 |
| Médaille d'argent  | Angleterre       | 41.500 (2) | 37.250 (3)          | 39.550 (1) | 39.900 (2) | 158.200 |
| Médaille de bronze | Canada           | 40.950 (3) | 38.150 (2)          | 38.200 (2) | 37.450 (3) | 154.750 |
| 4                  | Malaisie         | 39.750 (4) | 36.050 (4)          | 31.950 (7) | 36.300 (4) | 144.050 |
| 5                  | Écosse           | 37.900 (7) | 33.850 (6)          | 34.650 (4) | 35.600 (5) | 142.000 |
| 6                  | Singapour        | 37.700 (8) | 34.450 (5)          | 33.900 (6) | 34.600 (7) | 140.650 |
| 7                  | Nouvelle-Zélande | 38.850 (6) | 32.700 (7)          | 33.950 (5) | 35.050 (6) | 140.550 |
| 8                  | Inde             | 39.150 (5) | 24.650 (8)          | 29.150 (8) | 31.350 (8) | 124.300 |

#### Concours général individuel
| Rang               | Gymnaste                    | Pays             | Saut   | Barres asymétriques | Poutre | Sol    | Total  |
| ------------------ | --------------------------- | ---------------- | ------ | ------------------- | ------ | ------ | ------ |
| Médaille d'or      | Lauren Mitchell             | Australie        | 14.650 | 13.900              | 15.200 | 14.450 | 58.200 |
| Médaille d'argent  | Emily Little                | Australie        | 14.850 | 13.750              | 13.750 | 13.500 | 55.850 |
| Médaille de bronze | Georgia Bonora              | Australie        | 13.800 | 13.350              | 14.300 | 13.500 | 54.950 |
| 4                  | Imogen Cairns               | Angleterre       | 14.250 | 12.800              | 13.350 | 14.250 | 54.650 |
| 5                  | Jocelyn Hunt                | Angleterre       | 13.950 | 12.550              | 13.650 | 13.450 | 53.600 |
| 6                  | Laura Edwards               | Angleterre       | 13.750 | 12.750              | 13.400 | 13.000 | 52.900 |
| 7                  | Kristin Klarenbach          | Canada           | 13.950 | 12.100              | 11.200 | 12.900 | 50.150 |
| 8                  | Cynthia Lemieux-Guillemette | Canada           | 13.100 | 12.400              | 12.700 | 11.800 | 50.000 |
| 9                  | Tracie Ang                  | Malaisie         | 13.400 | 12.600              | 11.250 | 12.050 | 49.300 |
| 10                 | Ashleigh Heldsinger         | Afrique du Sud   | 13.450 | 11.650              | 12.300 | 11.600 | 49.000 |
| 11                 | Victoria Simpson            | Écosse           | 12.850 | 11.300              | 12.350 | 12.350 | 48.850 |
| 12                 | Jordan Rae                  | Nouvelle-Zélande | 13.250 | 10.500              | 12.550 | 12.400 | 48.700 |
| 13                 | Jordan Lipton               | Écosse           | 13.350 | 10.550              | 12.800 | 11.950 | 48.650 |
| 14                 | Seriena Johnrose            | Irlande du Nord  | 13.050 | 11.200              | 12.300 | 11.550 | 48.100 |
| 15                 | Heem Lim                    | Singapour        | 13.450 | 11.250              | 12.450 | 10.700 | 47.850 |
| 16                 | Sau Chan                    | Malaisie         | 12.500 | 11.100              | 13.250 | 10.750 | 47.600 |
| 17                 | Noor Hasnan                 | Malaisie         | 13.500 | 11.700              | 11.850 | 10.450 | 47.500 |
| 18                 | Nicole Tay                  | Singapour        | 12.050 | 11.600              | 12.700 | 11.150 | 47.500 |
| 19                 | Holly Moon                  | Nouvelle-Zélande | 12.550 | 10.800              | 11.700 | 12.250 | 47.300 |
| 20                 | Tabitha Tay                 | Singapour        | 12.250 | 10.800              | 11.800 | 12.150 | 47.000 |
| 21                 | Amy Regan                   | Écosse           | 13.000 | 11.200              | 11.300 | 11.500 | 47.000 |
| 22                 | Jennifer Khwela             | Afrique du Sud   | 13.750 | 9.800               | 10.950 | 12.400 | 46.900 |
| 23                 | Briana Mitchell             | Nouvelle-Zélande | 12.500 | 10.250              | 11.450 | 11.850 | 46.050 |
| 24                 | Charlotte McKenna           | Irlande du Nord  | 12.850 | 10.600              | 11.650 | 10.650 | 45.750 |

#### Saut de cheval
| Rang               | Gymnaste           | Pays             | Score D | Score E | Pén.   | Score 1 | Score D | Score E | Pén.   | Score 2 | Total  |
| ------------------ | ------------------ | ---------------- | ------- | ------- | ------ | ------- | ------- | ------- | ------ | ------- | ------ |
| Médaille d'or      | Imogen Cairns      | Angleterre       | 5.300   | 8.850   |        | 14.150  | 4.800   | 8.600   |        | 13.400  | 13.775 |
| Médaille d'argent  | Jennifer Khwela    | Afrique du Sud   | 5.000   | 8.700   |        | 13.700  | 5.000   | 8.775   |        | 13.775  | 13.737 |
| Médaille de bronze | Gabby May          | Canada           | 5.000   | 8.775   |        | 13.775  | 5.200   | 8.450   |        | 13.650  | 13.712 |
| 4                  | Kristin Klarenbach | Canada           | 5.000   | 8.825   |        | 13.825  | 4.700   | 8.750   |        | 13.450  | 13.637 |
| 5                  | Jordan Rae         | Nouvelle-Zélande | 4.600   | 8.750   |        | 13.350  | 4.400   | 8.575   |        | 12.975  | 13.162 |
| 6                  | Tracie Ang         | Malaisie         | 5.000   | 8.575   | 0.1    | 13.475  | 4.800   | 8.300   | 0.3    | 12.800  | 13.137 |
| 7                  | Dipa Karmakar      | Inde             | 5.000   | 7.425   | 0.1    | 12.325  | 4.600   | 8.550   | 0.1    | 13.050  | 12.687 |
| 8                  | Seriena Johnrose   | Irlande du Nord  | 4.400   | 8.800   |        | 13.200  | 4.000   | 8.250   | 0.1    | 12.150  | 12.675 |
| Rang               | Gymnaste           | Pays             | Saut 1  | Saut 1  | Saut 1 | Saut 1  | Saut 2  | Saut 2  | Saut 2 | Saut 2  | Total  |

#### Barres asymétriques
| Rang               | Gymnaste                    | Pays       | Score D | Score E | Pén. | Total  |
| ------------------ | --------------------------- | ---------- | ------- | ------- | ---- | ------ |
| Médaille d'or      | Lauren Mitchell             | Australie  | 5.500   | 8.650   |      | 14.150 |
| Médaille d'argent  | Georgia Bonora              | Australie  | 5.300   | 8.625   |      | 13.925 |
| Médaille de bronze | Cynthia Lemieux-Guillemette | Canada     | 5.500   | 7.850   |      | 13.350 |
| 4                  | Charlotte Lindsey           | Angleterre | 4.200   | 7.700   |      | 11.900 |
| 5                  | Jordan Lipton               | Écosse     | 5.100   | 6.550   |      | 11.650 |
| 6                  | Heem Wee                    | Singapour  | 4.100   | 7.275   |      | 11.375 |
| 7                  | Jocelyn Hunt                | Angleterre | 4.400   | 6.825   |      | 11.225 |

#### Poutre
| Rang               | Gymnaste                    | Pays           | Score D | Score E | Pén. | Total  |
| ------------------ | --------------------------- | -------------- | ------- | ------- | ---- | ------ |
| Médaille d'or      | Lauren Mitchell             | Australie      | 6.300   | 8.175   |      | 14.475 |
| Médaille d'argent  | Lim Heem Wei                | Singapour      | 4.800   | 8.025   |      | 12.825 |
| Médaille de bronze | Cynthia Lemieux-Guillemette | Canada         | 5.400   | 7.425   |      | 12.825 |
| 4                  | Laura Edwards               | Angleterre     | 5.000   | 7.750   |      | 12.750 |
| 5                  | Catherine Dion              | Canada         | 4.800   | 7.925   |      | 12.725 |
| 6                  | Jennifer Khwela             | Afrique du Sud | 5.500   | 7.000   |      | 12.500 |
| 7                  | Victoria Simpson            | Angleterre     | 4.700   | 7.650   |      | 12.350 |
| 8                  | Imogen Cairns               | Angleterre     | 4.800   | 7.150   |      | 11.950 |

#### Sol
| Rang               | Gymnaste            | Pays             | Score D | Score E | Pén. | Total  |
| ------------------ | ------------------- | ---------------- | ------- | ------- | ---- | ------ |
| Médaille d'or      | Imogen Cairns       | Angleterre       | 5.700   | 8.500   |      | 14.200 |
| Médaille d'argent  | Lauren Mitchell     | Australie        | 5.700   | 8.225   |      | 13.925 |
| Médaille de bronze | Ashleigh Brennan    | Australie        | 5.300   | 8.225   | 0.1  | 13.425 |
| 4                  | Amy Regab           | Écosse           | 5.000   | 8.075   |      | 13.075 |
| 5                  | Laura Edwards       | Angleterre       | 5.000   | 8.025   | 0.1  | 12.925 |
| 6                  | Ashleigh Heldsinger | Afrique du Sud   | 4.500   | 7.975   |      | 12.475 |
| 7                  | Jordan Rae          | Nouvelle-Zélande | 4.700   | 6.900   | 0.1  | 11.500 |
| 8                  | Tracie Ang          | Malaisie         | 5.000   | 6.600   | 0.4  | 11.200 |

### Gymnastique rythmique

#### Concours général par équipe
| Nation           |            |            |            |            | Total   |
| ---------------- | ---------- | ---------- | ---------- | ---------- | ------- |
| Australie        | 70.275 (1) | 69.925 (1) | 70.225 (1) | 69.600 (1) | 235.775 |
| Canada           | 66.025 (2) | 64.925 (3) | 69.125 (2) | 66.050 (2) | 224.325 |
| Angleterre       | 64.200 (3) | 68.500 (2) | 63.425 (3) | 65.425 (3) | 220.475 |
| Nouvelle-Zélande | 63.100 (4) | 62.225 (4) | 61.750 (4) | 59.100 (4) | 207.725 |
| Inde             | 53.200 (5) | 50.250 (5  | 54.100 (5) | 49.800 (5) | 174.850 |

#### Concours général individuel
| Rang               | Nom                    | Pays           |            |            |            |            | Total   |
| ------------------ | ---------------------- | -------------- | ---------- | ---------- | ---------- | ---------- | ------- |
| Médaille d'or      | Naazmi Johnston        | Australie      | 25.275 (1) | 25.550 (2) | 24.675 (1) | 24.600 (2) | 100.100 |
| Médaille d'argent  | Chrystalleni Trikomiti | Chypre         | 24.450 (2) | 25.625 (1) | 23.550 (3) | 25.350 (1) | 98.975  |
| Médaille de bronze | Elaine Koon            | Malaisie       | 24.250 (3) | 24.900 (3) | 22.600 (6) | 24.250 (3) | 96.000  |
| 4                  | Francesca Jones        | Pays de Galles | 23.050 (5) | 24.000 (5) | 23.700 (2) | 22.650 (6) | 93.400  |
| 5                  | Mariam Chamilova       | Canada         | 22.750 (7) | 23.600 (6) | 23.275 (4) | 22.850 (5) | 92.475  |
| 6                  | N. Abdul               | Malaisie       | 23.000 (6) | 24.050 (4) | 22.650 (5) | 22.000 (8) | 91.700  |
| 7                  | Janine Murray          | Australie      | 23.100 (4) | 22.950 (7) | 22.175 (8) | 23.150 (4) | 91.375  |
| 8                  | Sibongile Mjekula      | Afrique du Sud | 22.150 (8) | 22.550 (8) | 22.150 (9) | 21.750 (9) | 88.600  |

#### Corde
| Rang               | Nom                    | Pays           | Total  |
| ------------------ | ---------------------- | -------------- | ------ |
| Médaille d'or      | Chrystalleni Trikomiti | Chypre         | 25.800 |
| Médaille d'argent  | Naazmi Johnston        | Australie      | 25.100 |
| Médaille de bronze | Elaine Koon            | Malaisie       | 24.950 |
| 4                  | Francesca Jones        | Pays de Galles | 23.800 |
| 5                  | ABDUL WAHID N.         | Malaisie       | 23.600 |
| 6                  | Janine Murray          | Australie      | 22.900 |
| 7                  | Mariam Chamilova       | Canada         | 22.750 |
| 8                  | Francesca Fox          | Angleterre     | 22.150 |

#### Cerceau
| Rang               | Nom                    | Pays           | Total  |
| ------------------ | ---------------------- | -------------- | ------ |
| Médaille d'or      | Elaine Koon\| Malaisie | 25.300         |        |
| Médaille d'argent  | Francesca Jones        | Pays de Galles | 24.750 |
| Médaille de bronze | Chrystalleni Trikomiti | Chypre         | 24.500 |
| 4                  | Naazmi Johnston        | Australie      | 24.350 |
| 5                  | ABDUL WAHID N.         | Malaisie       | 23.350 |
| 6                  | Mariam Chamilova       | Canada         | 23.000 |
| 7                  | Rachel Ennis           | Angleterre     | 22.850 |
| 8                  | Lynne Hutchison        | Angleterre     | 22.500 |

#### Ballon
| Rang               | Nom                    | Pays           | Total  |
| ------------------ | ---------------------- | -------------- | ------ |
| Médaille d'or      | Naazmi Johnston        | Australie      | 25.100 |
| Médaille d'argent  | Elaine Koon            | Malaisie       | 24.500 |
| Médaille de bronze | Chrystalleni Trikomiti | Chypre         | 24.350 |
| 4                  | Francesca Jones        | Pays de Galles | 23.950 |
| 5                  | Mariam Chamilova       | Canada         | 23.800 |
| 6                  | Janine Murray          | Australie      | 23.250 |
| 7                  | N. Abdul Wahid         | Malaisie       | 23.200 |
| 8                  | Alexandra Martineck    | Canada         | 20.200 |

#### Ruban
| Rang               | Nom                    | Pays           | Total  |
| ------------------ | ---------------------- | -------------- | ------ |
| Médaille d'or      | Chrystalleni Trikomiti | Chypre         | 25.700 |
| Médaille d'argent  | Naazmi Johnston        | Australie      | 24.600 |
| Médaille de bronze | Elaine Koon            | Malaisie       | 24.400 |
| 4                  | Mariam Chamilova       | Canada         | 23.900 |
| 5                  | Janine Murray          | Australie      | 23.550 |
| 6                  | Francesca Jones        | Pays de Galles | 23.100 |
| 7                  | ABDUL WAHID N.         | Angleterre     | 22.600 |
| 8                  | Lynne Hutchison        | Angleterre     | 22.150 |

## Tableau des médailles
| Rang | Nation         | Or | Argent | Bronze | Total |
| ---- | -------------- | -- | ------ | ------ | ----- |
| 1    | Australie      | 12 | 5      | 4      | 21    |
| 2    | Angleterre     | 4  | 7      | 2      | 13    |
| 3    | Chypre         | 3  | 1      | 3      | 7     |
| 4    | Malaisie       | 1  | 1      | 3      | 5     |
| 5    | Canada         | 0  | 2      | 6      | 8     |
| 6    | Inde           | 0  | 1      | 1      | 2     |
| 6    | Singapour      | 0  | 1      | 1      | 2     |
| 8    | Afrique du Sud | 0  | 1      | 0      | 1     |
| 8    | Pays de Galles | 0  | 1      | 0      | 1     |
|      | Total          | 20 | 20     | 20     | 60    |